# Solduga i Espluga
Solduga i Espluga, o, a l'inrevés, Espluga i Solduga, fou un terme municipal format a ran de la Constitució de Cadis (1812) i de la creació dels ajuntaments moderns. Subsistí fins al 1847, quan fou agregat al terme de Baén en no assolir els trenta veïns (caps de casa) exigits en la reforma municipal d'aquest any. Estava constituït pels pobles de Cuberes, d'Espluga de Solduga i de Solduga.
Des del 1969, tots aquests antics municipis estan integrats al terme de Baix Pallars, al sud del Pallars Sobirà. El 2013 només hi havia 1 habitant a Solduga.